# Садовский, Иосиф Антонович
Ио́сиф Анто́нович Садо́вский (укр.  Йо́сип Анто́нович Садо́вський; 10 ноября 1929, с. Струцивка, Житомирская область, УССР, СССР — 15 января 2008, Львов, Украина) — советский и украинский скульптор. Заслуженный деятель искусств УССР (1979).

## Биография
В 1966 году закончил Львовский институт прикладного и декоративного искусства (сейчас Львовская национальная академия искусств), где его учителями были Борисенко, Валентин Назарович и Якунин Иван Васильевич.
Многолетний председатель Львовской организации Союза художников СССР в 1980-х годах. Один из отцов-основателей Львовского дворца искусств. Профессор Львовского института прикладного и декоративного искусства. Профессор сакрального искусства во Львовской духовной семинарии УАПЦ и Львовской православной богословской академии УПЦ КП.

## «Парусник Святого апостола Андрея Первозванного»
Главным произведением своей жизни сам скульптор считал последнюю работу — «Парусник Святого апостола Андрея Первозванного». Этому произведению, которое является одновременным образцом многих жанров и стилей, автор посвятил последние 5 лет своей жизни, но шел к нему — как сам утверждал — на протяжении всего своего творческого пути.
А теперь коротко про само произведение. Разумеется, оно не вписывается в классическое понимание видов и жанров изобразительного искусства. Обобщенно его можно назвать скульптурой, но оговоримся: с элементами монументальной живописи (витражи), художественной каллиграфии (надписи), декоративно-прикладного искусства (орнаментальные вставки), графики. Еще сложнее найти для работы место в какой-либо системе классических стилей, так как тут явно заметен их синтез или, точнее, синкретизм: стили не только объединяются в одно целое, но и взаимодействуют — дополняют либо противостоят друг другу. Можно провести аналогии с рядом модернистских направлений — конструктивизмом, авангардом, кинетическим искусством, архитектурой, абстрактным экспрессионизмом, и, возможно, кто-то заметит в «Паруснике…» некоторые признаки сюрреализма либо поп-арта. Но, на наш взгляд, при всех возможных параллелях, которые могли бы быть применены к этому произведению искусствоведами, «Парусник…» — это в полной мере и не то, и не другое, и не третье. Это уникальное по своей стилистике произведение, оригинал из оригиналов, собственный, индивидуальный стиль автора. Если желаете, назовем этот стиль «садовизмом».

## Основные работы
- «Утро» (1965).
- «Верховинцы» (1969).
- Памятник шахтёру в г. Червоноград
- «Плеяда Ивана Франко — Михаил Коцюбинский, Николай Лысенко, Леся Украинка, Иван Труш, Василий Стефанык» (1986).
- Памятник Ивану Франко в с. Нагуевичи.
- «Покров Пресвятой Богородицы» (1998).
- «Парусник Святого апостола Андрея Первозванного» (2008).